# Huaminglou
Le Huaminglou (chinois simplifié : 花明楼镇 ; chinois traditionnel : 花明樓鎮 ; pinyin : Huāmínglóu Zhèn) est un bourg de la ville de Ningxiang dans la province du Hunan en Chine. Il est entouré par le bourg de Qingxi à l'ouest, le bourg de Donghutang au nord, le bourg de Daolin à l'est du Sud, les bourgs de Lianhua et Yuchangping au nord et le bourg de Datunying au sud. Au recensement de 2000, il comptait 45,634 habitants et une superficie de 112,4 km2.

## Administration territoriale
Il comprend 2 communautés et 17 villages: Huangjiachong (黄家冲社区), Huaminglou (花明楼社区), Huaminglou (花明楼村), Tanzichong (炭子冲村), Yanglin (杨林村), Jinyuan (金元村), Qijiashan (戚佳山村), Jinyuan (靳源村), Furongzhai (芙蓉寨村), Changqing (常青村), Shili (石立村), Jinjiang (靳江村), Dafutang (大夫堂村), Erqiao (二桥村), Zhushiqiao (朱石桥村), Zhuhu (竹湖村), Yixin (一新村), Sanjiang (三江村) and Shuangshu (双树村).

## Économie
La région regorge d'argile réfractaire.

## Éducation
Il y a deux collèges et six écoles primaires situés avec le bourg. Il y a un lycée situé dans le bourg: Ningxiang No.4 High School.

## Transport

### Route provinciale
L'autoroute provinciale de 1823 partant du sous-district de Yutan et traversant les bourgs de Donghutang et Huaminglou jusqu'à la ville de Shaoshan.

### Autoroute
L'autoroute Changsha-Shaoshan-Loudi, qui passe à l'est par la bourg de Daolin jusqu'au district de Yuelu, dans Changsha, et à l'ouest par le bourg de Donghutang, le bourg de Jinshi, le bourg de Huitang, le canton de Yinshan, le bourg de Hutian et le district de Louxing à Loudi.
Le terminus nord de l'autoroute Shaoshan est au bourg.

## Attraction touristique
L'ancienne résidence de Liu Shaoqi (en) a été construite à la fin de la dynastie Qing et constitue un site pittoresque célèbre.

## Personnes notables

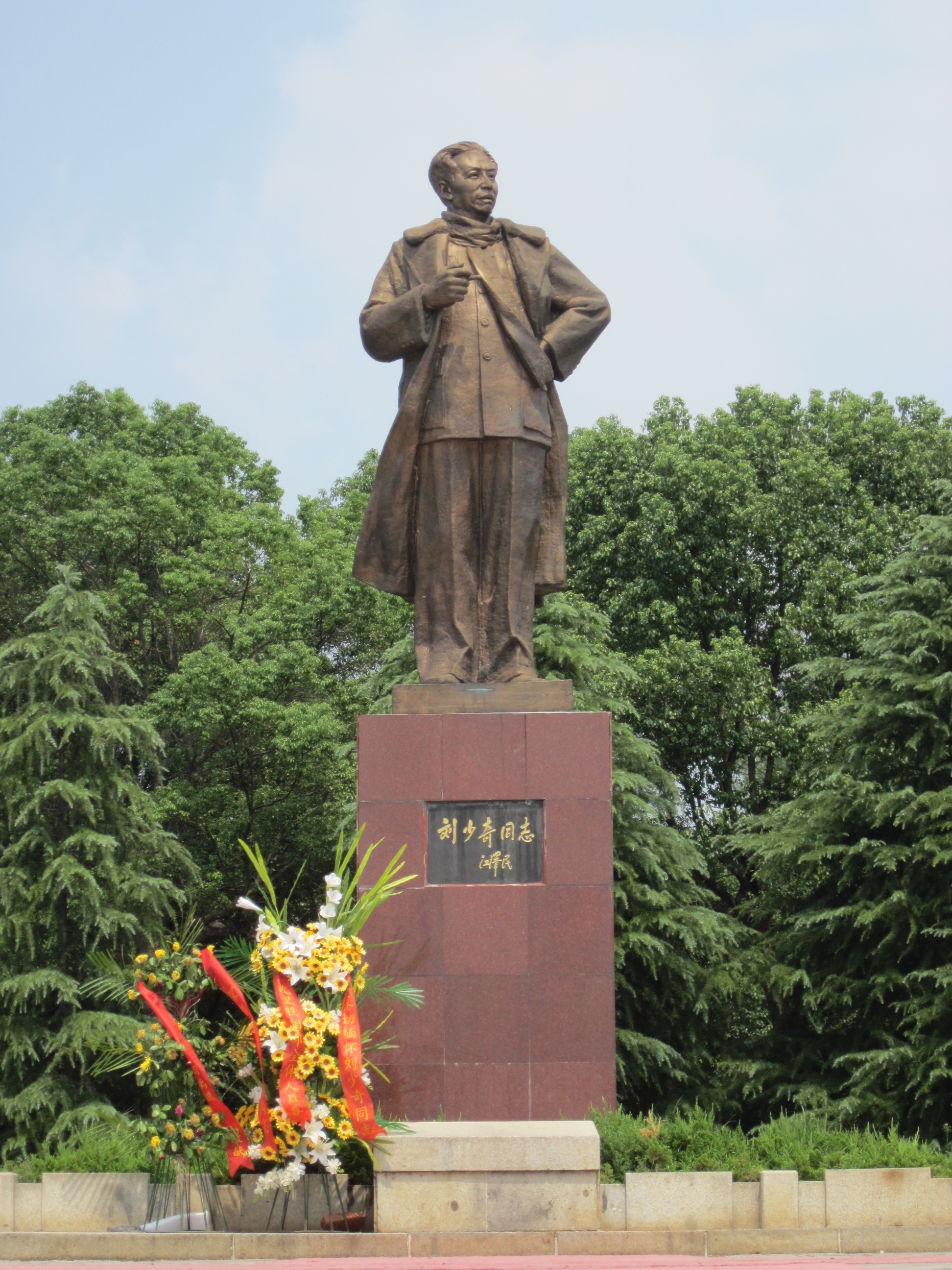
Statue de Liu Shaoqi, dans l'ancienne résidence de Liu Shaoqi.

- Tao Runai (en), savant et calligraphe.
- Tao Lidian (陶立典), savant.
- Wang Tanxiu (王坦修), savant.
- Yuan Mingyao (袁名曜), savant.
- Zhu Yidian (朱衣点), général.
- Chen Jiading (陈家鼎), révolutionnaire.
- Zhou Wen (周文), sculpteur.
- Yang Shichao (杨世焯), artiste.
- Yang Peizhen (杨佩贞), artiste.
- Liu Shaoqi, politicien.